# Joni Fuller
Joni Fuller (3 oktober 1991) is een zangeres, songwriter, pianiste en violiste uit het Verenigd Koninkrijk.

## Biografie
Ze vertegenwoordigde het land op het Junior Eurovisiesongfestival 2005 met het liedje How Does It Feel? en werd daar veertiende. Fuller nam al eens deel aan de National Academy for Gifted and Talented Youth. Ze nam ook al eens deel aan een wedstrijd georganiseerd door het Royal Northern College of Music.

## Album
Fuller heeft 12 liedjes voor haar debuutalbum "Voices".
1. Voices
2. I Take a Step Away
3. Sail Away
4. How Does It Feel? (Junior Eurovisiesongfestival)
5. Over in a Minute
6. So Much to Say
7. Fairy Tales
8. Finding My Way
9. I Guess That's How it Goes
10. Little Child
11. Search Beyond the Moon
12. After the Tide